# 本塔克馬達
本塔克馬達是哥倫比亞的城鎮，位於該國東北部，由博亞卡省負責管轄，距離首府通哈29公里，始建於1777年12月17日，面積159平方公里，海拔高度2,630米，2005年人口14,166。
5°25′N 73°30′W / 5.417°N 73.500°W